# Denis Berezovsky
Denis Valentinovich Berezovsky  (ucraniano: Денис Валентинович Березовський, Russo: Дени́с Валенти́нович Березовский (15 de julho de 1974) é um contra-almirante e o subcomandante russo da Frota do Mar Negro. Ele também é um ex-comandante da Marinha Ucraniana. Ele foi nomeado comandante-em-chefe da Marinha ucraniana pelo presidente interino Oleksandr Turchynov em 1 de março de 2014, depois que o comandante interino da Marinha ucraniana Sergei Yeliseyev desertou para a Rússia no mesmo dia. Depois de servir por apenas um dia, em 2 de março, ele desertou para o auto-declarado governo separatista da Crimeia durante a crise da Crimeia em 2014. Em 24 de março de 2014, o Ministro da Defesa da Rússia Sergei Shoigu nomeou Berezovsky como vice-comandante da Frota do Mar Negro Russo. Em 5 de março de 2014, o Ministério Público da Ucrânia emitiu uma ordem para deter Berezovsky sob suspeita de traição.

## Início da vida
Denis nasceu em 15 de julho de 1974 em Kharkiv, URSS.

## Serviço militar
Graduado pelo Instituto Naval Superior de Nakhimov (Sevastopol) em 1996, Berezovsky foi o comandante da fragata Hetman Sahaydachniy de 2002 a 2005. Em 6 de dezembro de 2012, ele foi promovido ao posto de contra-almirante. Em 2012 e 2013, liderou os exercícios conjuntos com a Ucrânia e os Estados Unidos, Sea Breeze 2012 e Sea Breeze 2013